# 褚繼良
褚繼良（16世紀—17世紀），字司直，號敬廷，浙江嘉兴府嘉兴县人。明朝政治人物、進士出身。

## 生平
万历二十二年（1594年）甲午科浙江鄉試第八十四名舉人，二十三年（1595年）乙未科會試第一百三十一名，廷試二甲第二十六名進士，刑部觀政，本年八月授工部屯田司主事，降调懷寧縣典史。三十四年升知縣，三十七年官至南京刑部江西司主事，三十九年京察去職。

## 家族
曾祖褚銘。祖褚朝初，寿官。父褚有光。母吴氏。重庆下。弟绍良、维良。娶陈氏，子遇時、逢時。